# Hyperolius horstockii
Espèce
Synonymes
- Hyla horstockii Schlegel, 1837

Statut de conservation UICN

 LC  : Préoccupation mineure
Hyperolius horstockii est une espèce d'amphibiens de la famille des Hyperoliidae.

## Répartition
Cette espèce est endémique d'Afrique du Sud. Elle se rencontre dans la province de Cap-Occidental et dans le sud-ouest de la province de Cap-Oriental,.

## Étymologie
Cette espèce est nommée en l'honneur de Hubertus B. van Horstock.

## Publication originale
- Schlegel, 1837 : Abbildungen neuer oder unvollständig bekannter Amphibien, nach der Natur oder dem Leben entworfen und mit einem erläuternden Texte begleitet. Arne and Co., Düsseldorf, p. 1-141 (texte intégral).